# Tullekensmolen (zuid)
De Tullekensmolen is een watermolen met de status van gemeentelijk monument aan de Oude Beek in de Nederlandse plaats Beekbergen (gemeente Apeldoorn, provincie Gelderland). De molen werd rond het jaar 1535 gebouwd door het Sint Pietersgasthuis, nadat zij toestemming van Karel van Gelre hadden verkregen, en diende als korenmolen. In 1601 werd Marten Orges pachter van de molen en bouwde de molen om tot een papiermolen. Hij bleef de molen opereren tot 1625. Toen de molen in 1872 in bezit was van Dijkgraaf brandde die af samen met de gelijknamige molen op de noordelijke oever. De Tullekensmolen werd herbouwd, maar brandde in 1890 nogmaals af en werd vervolgens nogmaals herbouwd. In 1904 werd de watermolen omgebouwd tot een wasserij door G.A. Geurts. De Tullekensmolen bleef dienstdoen als wasserij tot 1968.
In 1971 werd het rad van de watermolen verwijderd en het complex viel in verval. Het complex stond een periode leeg, maar werd op 25 juni 2011 na een drie jaar durende restauratie door een wethouder heropend. De nieuwe functie van de Tullekensmolen is een museum, waar vijftien auto's van het type Ford Model A uit de periode tussen 1928 en 1932 worden tentoongesteld. Tijdens de restauratie werd ook het rad hersteld en is er een vistrap aangelegd.
De molen is vernoemd naar de familie Tulleken, die de molen in 1679 of 1680 erfde. Toen Marten Orges de molen in bezit had stond de molen bekend onder de naam "Grote Molen".